# Pointe des Plines
Pointe des Plines är en bergstopp i Schweiz.   Den ligger i distriktet Entremont och kantonen Valais, i den sydvästra delen av landet, 110 km söder om huvudstaden Bern. Toppen på Pointe des Plines är 3 052 meter över havet, eller 30 meter över den omgivande terrängen. Bredden vid basen är 0,06 km.
Terrängen runt Pointe des Plines är huvudsakligen mycket bergig. Närmaste större samhälle är Martigny, 13,6 km norr om Pointe des Plines. 
I omgivningarna runt Pointe des Plines växer i huvudsak blandskog. Runt Pointe des Plines är det glesbefolkat, med 12 invånare per kvadratkilometer.